# Bisbat de Phát Diêm
El bisbat de Phát Diêm (vietnamita: Giáo phận Phát Diêm; llatí: Dioecesis de Phat Diem) és una seu de l'Església catòlica al Vietnam, sufragània de l'arquebisbat de Hanoi. Al 2016 tenia 151.038 batejats d'un total de 1.019.560 habitants. Actualment es troba vacant.

## Territori
La seu episcopal és la ciutat de Phát Diêm, on es troba la catedral de la Reina del Rosari
El territori s'estén sobre 1.787 km² i està dividit en 78 parròquies.

## Història
El vicariat apostòlic del Tonkin marítim va ser erigit el 15 d'abril de 1901 mitjançant el breu Quae catholico del papa Lleó XIII, prenent el territori del vicariat apostòlic de Tonkin occidental (avui arquebisbat de Hanoi).
El 3 de desembre de 1924 assumeix el nom de vicariat apostòlic de Phát Diêm en virtut del decret Ordinarii Indosinensis de la congregació de Propaganda Fide.
El 7 de maig de 1932 cedí una porció del seu territori a benefici de l'erecció del vicariat apostòlic de Thanh Hóa (avui diòcesi).
El 24 de novembre de 1960 el vicariat apostòlic va ser elevat a diòcesi mitjançant la butlla Venerabilium Nostrorum del papa Joan XXIII.
El 22 de febrer de 1981, mitjançant la carta apostòlica Quandoquidem sancta, el papa Joan Pau II confirmà sant Pere i sant Pau com a patrons principals de la diòcesi.

## Cronologia episcopal
- Jean-Pierre-Alexandre Marcou,[3] M.E.P. † (15 d'abril de 1901 - 20 d'octubre de 1935 renuncià)
- Giovanni Battista Tong † (20 d'octubre de 1935 - 8 de juny de 1945 renuncià)
- Taddeo Le Huu Tu, O.Cist. † (14 de juny de 1945 - 1959 renuncià)
- Paul Bui Chu Tao † (24 de gener de 1959 - 3 de novembre de 1998 jubilat)
- Joseph Nguyên Van Yên (3 de novembre de 1998 - 14 d'abril de 2007 jubilat)
  - Joseph Nguyên Chi Linh (2007 - 25 de juliol de 2009) (administrador apostòlic)
- Joseph Nguyên Năng (25 de juliol de 2009 - 19 d'octubre de 2019 nomenat arquebisbe de Hô Chí Minh)

## Estadístiques
A finals del 2017, la diòcesi tenia 151.038 batejats sobre una població de 1.019.560 persones, equivalent al 14,8% del total.
| any  | població | població  | població | sacerdots | sacerdots       | sacerdots       | sacerdots             | diàques | religiosos | religiosos | parroquies |
| ---- | -------- | --------- | -------- | --------- | --------------- | --------------- | --------------------- | ------- | ---------- | ---------- | ---------- |
| any  | batejats | total     | %        | total     | clergat secular | clergat regular | batejats por sacerdot | diàques | homes      | dones      |            |
| 1950 | 99.904   | 250.000   | 40,0     | 163       | 154             | 9               | 612                   |         | 6          | 206        | 57         |
| 1963 | 58.900   | 400.000   | 14,7     | 26        | 24              | 2               | 2.265                 |         | 7          | 39         | 61         |
| 1979 | 95.000   | 500.000   | 19,0     | 13        | 13              |                 | 7.307                 |         | 1          | 29         | 62         |
| 1999 | 137.760  | 905.900   | 15,2     | 27        | 27              |                 | 5.102                 |         |            | 69         | 65         |
| 2000 | 137.761  | 905.900   | 15,2     | 27        | 27              |                 | 5.102                 |         |            | 69         | 65         |
| 2001 | 142.056  | 905.985   | 15,7     | 26        | 26              |                 | 5.463                 |         | 20         | 70         | 65         |
| 2002 | 142.056  | 905.985   | 15,7     | 26        | 26              |                 | 5.463                 |         | 20         | 70         | 65         |
| 2003 | 146.335  | 915.900   | 16,0     | 34        | 33              | 1               | 4.303                 |         | 22         | 70         | 65         |
| 2004 | 144.721  | 907.520   | 15,9     | 31        | 30              | 1               | 4.668                 |         | 25         | 93         | 65         |
| 2013 | 163.036  | 1.002.037 | 16,3     | 76        | 67              | 9               | 2.145                 |         | 74         | 226        | 77         |
| 2016 | 151.038  | 1.019.560 | 14,8     | 89        | 79              | 10              | 1.697                 |         | 95         | 271        | 78         |